# 尼日利亚驻华大使馆
尼日利亚联邦共和国驻中华人民共和国大使馆（英語：Embassy of the Federal Republic of Nigeria, Beijing），也称尼日利亚联邦共和国驻北京大使馆，简称尼日利亚驻华大使馆，是尼日利亚在中华人民共和国的官方外交代表机构，担负着处理中国和尼日利亚两国关系的重要职责。在1971年中国与尼日利亚建立外交关系后，尼日利亚驻华大使馆正式设立。
与之相关的机构还包括分别位于上海、广州和香港的上海总领事馆、广州总领事馆和香港总领事馆。

## 部门设置
尼日利亚驻北京大使馆包括如下部门：
- 政治事物部门
- 经济事物部门
- 领事职务部门
- 宣传、资讯、文化与观光部门